# Gopherus berlandieri
Gopherus berlandieri је гмизавац из реда корњача и фамилије Testudinidae.

## Угроженост
Ова врста није угрожена, и наведена је као последња брига јер има широко распрострањење.

## Распрострањење
Врста је присутна у Сједињеним Америчким Државама и Мексику.

## Станиште
Станиште врсте су слатководна подручја.